# System gwarancji depozytów
System gwarancji depozytów – system, którego celem jest ochrona instytucji kredytowych, gwarantując ich wypłacalność oraz ich płynność, aby uniknąć sytuacji, w której depozyty złożone w tych instytucjach mogłyby stać się nierozporządzalne.
Ze względu na koszty związane z upadłością instytucji kredytowej, jakie ponosi gospodarka jako całość oraz negatywny wpływ takiej upadłości na stabilność finansową i zaufanie deponentów, systemy gwarancji depozytów wdrażają środki służące zmniejszeniu prawdopodobieństwa wystąpienia przyszłych roszczeń wobec systemów gwarancji depozytów.
W większości państw koszty funkcjonowania systemu gwarancji depozytów ponoszą banki (ostatecznie ich klienci), które wnoszą składki do zarządzanych przez państwo specjalnych funduszy. W przypadku niewypłacalności banku, z takiego funduszu są wypłacane środki właścicielom depozytów, przynajmniej do określonego poziomu.

## Systemy gwarancji depozytów w Unii Europejskiej
Dyrektywa Parlamentu Europejskiego i Rady 2009/14/WE wprowadziła stały poziom gwarancji depozytów w Unii Europejskiej wynoszący 100 000 euro.
System gwarancji depozytów dokonujący płatności gwarantowanych w ramach systemów krajowych UE, jest upoważniony w ramach postępowania likwidacyjnego lub reorganizacyjnego do wstąpienia w prawa deponentów do wysokości dokonanych przez nich wpłat. W przypadku gdy system gwarancji depozytów dokonuje płatności w kontekście postępowania restrukturyzacji i uporządkowanej likwidacji system gwarancji depozytów ma prawo do roszczenia wobec danej instytucji kredytowej do wysokości kwoty dokonanych przez niego płatności. Roszczenie to zaspokaja się w tej samej kolejności co depozyty gwarantowane na mocy przepisów krajowych regulujących zwykłe postępowanie w związku z niewypłacalnością w rozumieniu dyrektywy 2014/59/UE.
Dostępne środki finansowe systemów gwarancji depozytów w państwach UE powinny do dnia 3 lipca 2024 r. odpowiadać co najmniej poziomowi wynoszącemu 0,8% kwoty gwarantowanych depozytów członków tego systemu.
Jeżeli dostępne środki finansowe systemu gwarancji depozytów są niewystarczające do dokonywania wypłaty na rzecz deponentów w sytuacji, gdy ich depozyty staną się niedostępne, jego członkowie wnoszą składki nadzwyczajne nieprzekraczające 0,5% ich gwarantowanych depozytów za rok kalendarzowy.
Systemy gwarancji depozytów zabezpieczają deponentów oddziałów, które instytucje kredytowe będące ich członkami utworzyły w innych państwach członkowskich UE. Wypłat na rzecz deponentów oddziałów utworzonych przez instytucje kredytowe w innym państwie członkowskim UE dokonuje system gwarancji depozytów w przyjmującym państwie członkowskim w imieniu systemu gwarancji depozytów w państwie członkowskim pochodzenia i zgodnie z instrukcjami systemu gwarancji depozytów państwa pochodzenia, zapewniającego niezbędne środki finansowe.